# Mary Ellen Weber
Mary Ellen Weber (* 24. August 1962 in Cleveland, Ohio) ist eine ehemalige US-amerikanische Astronautin.
Weber absolvierte 1980 die Bedford High School. 1984 erhielt sie einen Bachelor (mit Ehren) von der Purdue University in Chemotechnik. Von der University of California erhielt sie vier Jahre später ihren Doktor in Physikalischer Chemie. 2002 erhielt sie außerdem von der Southern Methodist University einen Master in Geschäftsführung.

## Astronautentätigkeit

### STS-70
Am 13. Juli 1995 startete Weber mit der Raumfähre Discovery zu ihrer ersten Mission (STS-70). Hauptaufgabe war das Aussetzen des Relaissatelliten TDRS-G. Weber war verantwortlich für die Prüfung der Systeme des Satelliten und die Steuerung des TDRS in seine geostationäre Umlaufbahn. Außerdem machte sie verschiedene biologische Experimente. Zum ersten Mal war es möglich, Darmkrebsgewebe wachsen zu lassen.

### STS-101
Mit der Raumfähre Atlantis startete Weber am 19. Mai 2000 zu ihrer zweiten Shuttle-Mission (STS-101). Das war die dritte Mission (ISS AF-2A.2a) zum Aufbau der Internationalen Raumstation (ISS). Mit der Mission wurden ca. 1.500 kg Ausrüstungsgegenstände, Hardware und Versorgungsgüter für die geplante erste Stammbesatzung der ISS mit Hilfe des Spacehab und des Integrated Cargo Carrier (ICC) befördert.

## Nach der NASA
Weber war eine von neun Vizepräsidenten am Southwestern Medical Center der University of Texas in Dallas (Bundesstaat Texas).